# Obština Sitovo
Obština Sitovo (bulharsky Община Ситово) je bulharská jednotka územní samosprávy v Silisterské oblasti. Leží ve východním Bulharsku v Dolnodunajské nížině, u Dunaje a hranic s Rumunskem. Sídlem obštiny je ves Sitovo, kromě ní zahrnuje obština 11 vesnic. Žije zde přibližně 5 tisíc stálých obyvatel.

## Sídla
| - Bosna - Dobrotica - Garvan - Irnik | - Iskra - Jastrebna - Ljuben - Nova Popina | - Poljana - Popina - Sitovo (sídlo správy) - Slatina |

## Sousední obštiny
| Růžice kompasu |           |                |          | Růžice kompasu |
| Růžice kompasu | Glavinica | Sever          | Silistra | Růžice kompasu |
| Růžice kompasu | Glavinica | Obština Sitovo | Silistra | Růžice kompasu |
| Růžice kompasu | Glavinica | Jih            | Silistra | Růžice kompasu |
| Růžice kompasu | Dulovo    |                |          | Růžice kompasu |

## Obyvatelstvo
K 15. prosinci 2024 v obštině žilo 5 016 obyvatel a bylo zde trvale hlášeno 6 044 obyvatel. Podle sčítání 7. září 2021 bylo národnostní složení následující:
- Turci: 2 131 (49.7 %)
- Bulhaři: 1 657 (38.7 %)
- Romové: 428 (10.0 %)
- ostatní[p 3]: 69 (1.6 %)

V období 2011 až 2021 v obštině ubylo 610 obyvatel.